# Chartreuse d'Albenga
La chartreuse du Mont-Saint-Pierre, en latin : Certosa di S. Petri, en italien : Certosa di San Pietro , est un ancien monastère chartreux, situé d'abord au sommet du Mont-Saint-Pierre dans la Vallée de Varatella, puis transféré, en 1495, plus bas ans la vallée à Toirano, dans la province de Savone en Italie. Depuis, cette époque, on l'appelle simplement la chartreuse de Saint-Pierre-de-Varatella ou de Toirano,  en italien : Certosa di Toirano. On distingue parfois Albenga-Haut (Mont-Saint-Pierre) et Albenga-Bas (Toirano).

## Histoire
Une ancienne église est bâtie sur le Mont-Saint-Pierre; Une abbaye de bénédictins, l'abbaye de Saint-Pierre-de-Varatella (it), est fondée, en 773, par Charlemagne. 
En 1282, l'évêque d'Albenga, Lanfranco di Negro, ayant constaté que l'observance régulière n'est plus en vigueur dans l'abbaye, défend de recevoir de nouveaux sujets. En 1308, les bénédictins ayant abandonné le Mont-Saint-Pierre, par ordre du légat apostolique, les biens de l'abbaye sont unis à la mense épiscopale d'Albenga.

### Mont-Saint-Pierre
Le 5 avril 1315, Emmanuele Spinola, évêque d'Albenga, cède le Mont-Saint-Pierre et presque tous ses biens à la chartreuse de Casotto, avec charge d'y établir une communauté et d'y célébrer les offices. Le 17 août 1321, les visiteurs de la province cartusienne de Lombardie, délégués par le chapitre général, détachent la nouvelle maison du Mont-Saint-Pierre de la chartreuse de Casotto, et la déclarent autonome comme toutes les autres maisons de l'ordre
En 1381, le pape d'Avignon, Clément VII, cédant aux instances du prieur de la chartreuse de Mombracco, publie une bulle d'union de la chartreuse du Mont-Saint-Pierre à celle de Montbracco. Après le départ des religieux d'Albenga, on devait charger un prêtre d'assurer le service religieux dans l'église du Mont-Saint-Pierre. Cette bulle n'est jamais mise à exécution.
En 1406, le chapitre général des « urbanistes » exhorte la communauté à demeurer fidèle au pape de Rome, Innocent VII, malgré la persécution qu'elle souffre de la part des clémentins. 
Avec le temps les religieux expérimentent que le séjour au Mont-Saint-Pierre n'est pas supportable, soit à cause de la rigueur du climat, soit à cause de la vétusté des bâtiments. En 1433, le chapitre général y envoi, le prieur de la chartreuse de Lucques pour voir si on doit l'abandonner complètement, ou la rebâtir un peu plus bas, et combien de personnes pouvaient y vivre en proportion de ses revenus. Deux ans après, les visiteurs sont chargés d'aller examiner l'endroit où l'on projette de bâtir la nouvelle maison. L'année suivante, on suspend l'exécution de ce dessein, malgré l'insistance des religieux.
L'ordre ne recommence à s'en occuper qu'en 1495, où le chapitre général commet  au prieur d'Asti le soin de vérifier le bien-fondé de leurs plaintes et l'urgence de leur déménagement. En attendant, la communauté fait agrandir un hospice qu'elle possède au bas de la colline près de Toirano et de la rivière de Varatella, où finalement, le 15 août 1495, elle est autorisée à se transporter.
En permettant cette translation, tant le Saint-Siège que le chapitre général ordonnent que l'église de l'abbaye ne soit pas abandonnée; mais que l'on doit en refaire la toiture et y célébrer la messe de temps en temps. La chartreuse du Mont-Saint-Pierre possédait une chaîne de fer très ancienne qui, selon la tradition, était une des deux chaînes, ou du moins une partie notable d'une des deux chaînes qui servirent aux soldats d'Hérode pour lier l'apôtre saint Pierre à Jérusalem.

### Toirano
Agrandi aux XVIe et XVIIe siècles, le monastère chartreux de Toirano est définitivement abandonné puis partiellement démoli au début du XIXe siècle à la suite de la suppression des ordres religieux en 1798, et avec l'avènement de la république ligurienne instituée par Bonaparte.
Le 16 août 1802, la suppression des ordres religieux et des congrégations est décrétée par le gouvernement de la République française. À partir du 31 août 1802, la procédure d'abolition effective des instituts religieux commence et à partir de décembre 1802, la vie monastique est terminée.
Le monastère est à moitié démantelé entre 1810 et 1814 sous le Premier Empire.

## Prieurs
Le prieur est le supérieur d'une chartreuse, élu par ses comprofès ou désigné par les supérieurs majeurs.
- 1315 : Pierre de Garzano, profès de Casotto, premier prieur, puis premier prieur de Bologne[1].
- 1332-1334 :Roland de Vigono
- — : Nicolas de France (†1375), nonce apostolique de Grégoire XI, brûlé vif par une émeute en 1375
- 1386-1395 : Sylvestre
- 1413 :Antoine Zerbino
- 1436-1437 : Antoine Centurione (†1437), noble génois
- — : Melchior Spinola (†1460/1461), noble génois
- 1469— : François de Cislari
- 1486— : Jérôme de Terzago
- 1490-1496 : Paul de Sainte-Agathe
- 1496-1500 : Jérôme de Ravizzoni
- 1501-1503 : Paul de Sainte-Agathe
- 1517-1524 : Fulgence de Novare
- 1527-1533. — Grégoire de Bompersis
- 1533-1541 : Fulgence de Novare
- 1563— : Denys de Marchis
- — : Antoine Rosso (†1590), mort prieur en Calabre
- — : Hippolyte Marinari (†1590), prieur de plusieurs maisons et visiteur
- — : Archange dei Rossi (1596) trois fois prieur, à Milan et à Mantoue
- 1597-1598 : Paul Fachineto
- 1598— : André Pittorio ou Pittori (†1638), aussi prieur de Savone, d'Asti et Pavie
- — : Côme Sicco (†1644), prieur de Milan deux fois et visiteur
- 1603-1606 : Philippe Malliani
- 1619-1623 : Philippe Malliani
- 1655-1660 : Anthelme Casablanca (†1670), né à Milan, prieur de Savone (1650-1655)
- 1671-1673 : Benoît Costaforte (†1680)
- 1783 1795 : Anthelme Castelli,
- 1795-1799 : Grégoire Quairazzi, recteur en 1795, dernier prieur

## Architecture
Le clocher datant de 1564 subsiste aujourd'hui, surmonté d'un dôme octogonal reposant sur un tambour ainsi que l'église semi-ruinée à nef unique. Dans la cour d'entrée de l'ancien monastère, qui jusqu'en 1627 constituait le cimetière de l'église, faisant face à la façade nord, il y a une petite loggia de style Renaissance soutenue par des colonnes en marbre.